# Вирий Непоциан (консул 301 г.)
Вижте пояснителната страница за други личности с името Непоциан.
Вижте пояснителната страница за други личности с името Вирий Непоциан.
Вирий Непоциан (на латински: Virius Nepotianus) е политик и сенатор на Римската империя през началото на 4 век и член на Константиновата династия.
През 301 г. той е консул заедно с Тит Флавий Постумий Тициан.
Неговият син или внук Вирий Непоциан (консул 336 г.) се жени за Евтропия, дъщеря на император Констанций I Хлор и Флавия Максимиана Теодора и полусестра на Константин I Велики, е баща на Флавий Юлий Попилий Непоциан Констанций, бъдещ император-узурпатор.